# Cascades de Nardis
Les cascades de Nardis sont une chute d'eau située à 921 mètres d'altitude en Trentin-Haut-Adige. Les eaux  s'y précipitent d'une hauteur de 130 mètres avant de rejoindre la Sarca quelques kilomètres en aval.